# MOUSE (漫画)
『MOUSE』（マウス）は、原作：あかほりさとる、作画：板場広志による漫画作品。白泉社刊行「ヤングアニマル」1999年No.23から2004年No.18まで連載された。単行本全14巻。2003年にはテレビアニメが15分枠で放送された。

## あらすじ
私立山之上学園に勤務する非常勤講師・無音宙太。だが、その正体は狙った獲物は必ず盗み出す、天下の大泥棒・マウスだった。マウスは今日も3人の押しかけ奴隷を引き連れて「芸術的な盗み」に挑み続ける。

## 登場人物

### 主要人物
無音 宙太（むおん そらた）
本作の主人公。山之上学園高等部非常勤講師（担当科目は美術）と大学の美術学部の学生を掛け持つ、20歳の青年。一見、内向的で頼りなさそうだが、温厚で人の良い性格で、生徒からの人気は高い。しかし、裏では都会を騒がす天下の大泥棒・マウスとして活動している。メイ、弥生、葉月の4人と暮らしているが、中盤からメイと恋仲になる。
性癖は普通だが、我を忘れるほどの酒乱であり、酒を飲むと押しかけ奴隷を含む無音家メイドを全員立て続けに襲う好色と絶倫ぶりを発揮する。
押しかけ奴隷からは「ご主人様（学校内では、無音先生又は宙太先生）」、生徒からは「チューちゃん」と呼ばれている。
先祖代々泥棒一家で、鼠小僧も一族であり、宙太は20代目だが、政財界に多大な影響を与えている。盗みと女性を誘惑して隷属させることに長けている。
女性は性欲のはけ口と教育されてきた為、メイとの交際後も他の女性とのセックスに抵抗が無く、度々メイを苛立たせる。
桃園 メイ（ももぞの メイ）
本作の正ヒロイン。普段は山之上学園高等部の数学教師で、学園三大美女の1人にして宙太の押しかけ奴隷の1人。22歳。クールで妖艶な女性。頭脳明晰でコンピューターの専門家、身体能力も抜群。
無音家に代々仕える桃園家の人間で、宙太の最初のパートナー。両親を早くに亡くしており、幼少時から宙太に仕えるべく厳しい教育を受け、3人の奴隷の中でもリーダー的存在。後に宙太と恋仲となる。宙太とは4年以上行動を共にしており、初対面の宙太の少年のような第一印象とマウスの仕事の際の優しさに惚れるが、昔の彼を知っているせいか、中盤では弥生のように半ズボンなどの妄想癖（ショタコン）が出てくるようになる。料理の腕前は見た目が良いが、味は良くないらしく、食べた全員がダウンしてしまった。
栗林 弥生（くりばやし やよい）
山之上学園高等部保険医で、学園三大美女にして宙太の押しかけ奴隷の1人。22歳。眼鏡を掛けたおっとりとした女性。かつては極度の男嫌いだったが、ある事件を機にマウスに惹かれ、以後彼の奴隷として仕えるようになった。4人で暮らしている際は、いつも料理の支度をしており、かなりの腕前である。
薬品の知識に富み、盗みの際もその知識を生かすが、時に怪しい薬を作る事がある。盗みに役立つ道具やマシンの開発、得意の料理で宙太を支援する。マゾ願望が強いためか、妄想癖もかなり強く、宙太とのHな妄想を1人で楽しむ事も。
柿生 葉月（かきお はづき）
山之上学園高等部体育教師で、学園三大美女にして宙太の押しかけ奴隷の1人。22歳。小柄だが男勝りな女性。運動神経抜群で、武道に長けており機械にも強い。
かつて、多重人格だったところを宙太に助けられて以来、彼の奴隷として仕えるようになった。コスプレが好きで、少女趣味な面もある。神出鬼没で現れる。料理の腕前は練習していたために、後半で披露したお菓子は甘党の宙太も褒めている。

### その他の人物
月丘 マチコ（つきおか マチコ）
山ノ上学園に通う女子高生。関西出身。積極的な性格。宙太のことが大好きで、「ちゅーちゃん」と呼んで彼へのアプローチも大胆だが、それが原因で宙太を辟易させることも多い。いつも桃園先生たちに説教をくらっている宙太のことを心配している。
アニメ版では、偶然マウスの地下基地に通じる入口を通って地下秘密基地を発見してしまい、マウスの格好をした宙太を目撃した事で正体を知るが、試作型の記憶操作マシンにより記憶を消されてしまう。
桃園 冬春（ももぞの ふゆはる）
山ノ上学園の理事長で、メイの祖父。家が代々、無音家に奉仕している影響からか、常に宙太のことを考えており、「坊ちゃまーっ！」と口癖のように叫ぶことも。宙太に尽くしたい気持ちが非常に強く、その高いテンションに彼がついていけないこともしばしば。また、酒癖が悪く、酔うと裸踊りをすることがある。
鬼塚 平太郎（おにづか へいたろう）
警視庁キャリア組の警部。警視庁怪盗マウス専属特捜課所属の警部で、マウス逮捕に執念を燃やす熱血漢。実は東大法学部卒のインテリであり、元々はエリートキャリア官僚として警視庁に入ったが、現場に専念したいということで出世をふって犯罪捜査一筋に25年をかけている。マウスを逮捕することに執念を燃やし、常に現場に出向く。しかし、気性が激しく、いつもマウスにやられてばかりなので、いつもストレスを溜めている。体質上、酒は一滴も飲めず、一口飲んだだけで酔いつぶれてしまう。
長年いくらマウスを取り逃がしても特捜課を外されないどころか、警察上層部からの叱責、降格などの処分すら下されないことから自分がある種の当て馬に近い警察の生贄であること、マウスが普通の犯罪者ではなく、国の｢上｣と関わりを持っていることを薄々感付いてはいるものの、たとえそうだとしても警察官として職務を全うしようとする芯の強さも合わせ持つ。
南 雅敏（みなみ まさとし）
鬼塚警部の部下で刑事。山之上学園OBで、宙太とは中等部時代からの先輩でもある。マウスの正体が宙太であることは、もちろん知らない。
ワン
マウスの最大の敵。聖保護秘密教会・通称4S（フォース）の中でも凄腕のエージェント。
常に不敵な笑みを浮かべており、糸を自由に操って闇の仕事に徹する男性。糸を使った攻撃を得意とし、人や動物を操ることから、その糸の上を綱渡りのように渡ることまで出来る。本人曰く「普段はサラリーマン」「ただ人を殺めるのが仕事」とのこと。不死身であり、先代マウスで宙太の父・宙哉（そらや）との戦いで死んだとされていたため、宙太は彼の登場にかなり驚いていた。無音家が総力を挙げて調べた結果、50年ほど前からの記録があり、複数の死亡記録も確認されている。中盤からは、マウスの絡んだ仕事で失敗することの多いことから、彼の引き連れる女性陣に対抗するため、鈴娘とフォンを引き連れて仕事にあたるようになった。不死身とされる彼の出生には、実は大きな秘密があり、最終決戦時には個人的な因縁のため、マウスに手を貸した。
鈴娘（リンニャン）
マウスの絡んだ一件（仕事）の際には失敗の多いワンに対し、本部が彼にサポーターとして送った女性の1人。大きな鈴の髪飾りを左右につけている。ワンの部下で、鈴を使った催眠波攻撃を得意としており、鈴から出す音を使って相手をかく乱させる。幼少時にフォンと共にワンに助けられ、そのまま拾われた過去がある。それゆえにワンのことが大好きである。料理の腕はメイと互角。
フォン
鈴娘と同様にワンのサポート役。背は鈴娘より高い。極度の無口で、ワンとの情事の際でも相変わらず。幼少時のトラウマが原因らしいが、真相は不明。台詞が必要な場面では鈴娘が代わりに話すことがある。体術に優れており、トンファーの使い手でもある。ゲテモノ料理が得意（？）だが、見た目や料理法はともかく、味は弥生や葉月が負けを認めるほど美味い。鈴娘と同様にワンのことが大好きである。
サマーサ森島（サマーサ もりしま）
中盤から登場した宙太に仕えるメイド。初登場時はエロゲキガ島にある無音家の別荘を管理していた。明るく元気な性格で、常に宙太に認めてもらうと頑張ってはいるものの、少々抜けているところがあり、いつもドジばかり。料理にもそれが反映されてしまっており、玉子酒を日本酒ではなくウォッカ（90度）で作ってしまう。たびたび宙太とデート（？）することで、メイ達に目をつけられている。
桃園ジュン（ももぞの ジュン）
メイの異母妹。宙太と同い年であり、子供の頃から彼を虐めていた。将来の主人・宙太に対して失礼な態度をとっていたため、高校時代前後に冬春からその態度を咎められ家出していた。再会時には「アタシはアタシ。生きたいように生きる」と言っている。幼少時から宙太を「チュー太」、自らを怪盗・六月の花嫁と呼んでいる。劇中では他人に変装することが得意で、メイと弥生、宙太との泥棒での勝負の際には南刑事になりすました。宙太との勝負にこだわっていたが、本心では彼のことが大好きであり、その裏返しが今までの行動に出ていた。六月の花嫁という名も、幼少時から女の子は6月に結婚すると最高に幸せになるということで、その頃から彼のことをずっと想っていた。勝負の後も、彼らに助けが必要な際にはたびたび登場している。
蛭子（ひるこ）
70年前、先々代マウス（宙太の祖父）により無音寺に封印されていた吸血鬼。蛭を自在に操ることが出来る。鈴娘が無音寺を調べた際に封印を解いてしまったため、現代に蘇った。封印を解いた鈴娘を操り、さらにはメイを誘拐した。再生能力が非常に高く、決戦時にはマウスとワンが手を結ぶという、異例の事態で決着に挑んだ。その目的は、山之上学園の時計塔に隠された己の半身ともいえる川藻を取り戻すためであった。決戦後は宙太と和解しており、最終決戦の際には力を貸した。
川藻（かわも）
蛭子の半身のような存在で、2人で1対となることで草木と大地のようにお互いを生かし合って生存する。人間よりも長く生きるため、その不老不死ともいえる秘密を調べるために人間に狙われ続けていた。70年前、その秘密を得るために先々代マウスによって蛭子から離され、徹底的に調べられた後に山之上学園の時計塔内に封印され、眠り続けていた。

## 用語
山之上学園（やまのうえがくえん）
120年前から東京都世田谷区にある学園施設。小等部から大学院まである。生徒数は、約3万人。ちなみに、宙太達は高等部に勤務する。実は、マウスの秘密基地でもある。
聖保護秘密教会（せいほごひみつきょうかい）
通称：4S（フォース）。ワンが所属する組織。

## 外伝
- 『マウス〜幕末伝』 全1巻 （2005年12月発行、ISBN 4-592-13885-6）
  - 宙太の先祖である幕末のマウスが主人公の外伝及びおまけマンガを収録。

## テレビアニメ
独立UHF局およびキッズステーションの5局で、2003年1月から同年3月まで15分枠で放送。全12話。UHFアニメにあたる。
最終回（Steal：12）には、主題歌を歌うUNDER17のボーカルである桃井はること、この作品の音響監督である千葉繁が、ゲストで声をあてている。

### 声の出演
- 無音宙太 - 山口勝平
- 桃園メイ - 井上喜久子
- 栗林弥生 - 福井裕佳梨
- 柿生葉月 - 中原麻衣
- 月岡マチコ - サエキトモ
- 雪野詩 - 真田アサミ
- 花村美麗 - 守屋良美
- 鬼塚平太郎 - 長嶝高士
- 南雅俊 - 有馬克明
- ワン - 松山鷹志
- 桃園冬春 - 池田勝

### スタッフ
- 監督 - 山口頼房
- シリーズ構成 - 川崎ヒロユキ
- キャラクターデザイン・メカニックデザイン - 村田俊治
- 美術 - 梶原芳郎
- 美術設定 - 中村嘉博
- 色彩設計 - 甲斐けいこ
- 撮影監督 - 塩見和欣
- 編集 - 森田清次
- 音響監督 - 千葉繁
- 音楽 - 佐藤直紀
- プロデューサー - 永田勝治、里見哲朗、友田亮
- アニメーション制作 - スタジオディーン
- アニメーション制作協力 - スタジオ雲雀
- 製作 - マウス製作委員会（メディアファクトリー、ブロッコリー、白泉社）

### 主題歌
オープニングテーマ「マウス Chu マウス」
作詞・作曲 - 桃井はるこ / 編曲 - 小池雅也 / 歌 - UNDER17
エンディングテーマ「い・ん・て・り MOUSE -Optical Mix-」
作詞・作曲 - 桃井はるこ / 編曲 - 小池雅也 / 歌 - UNDER17

### 各話リスト
| 話数      | サブタイトル                       | 脚本         | 絵コンテ   | 演出          | 作画監督                          |
| --------- | ---------------------------------- | ------------ | ---------- | ------------- | --------------------------------- |
| Steal：01 | その名は“鼠（マウス）”             | 川崎ヒロユキ | 山口頼房   | 山元はじめ    | 堀越久美子 村田俊治（総作画監督） |
| Steal：02 | 鼠に盗めぬ物はなし                 | 川崎ヒロユキ | 山口頼房   | 山元はじめ    | 堀越久美子 村田俊治（総作画監督） |
| Steal：03 | 彼女は運命（さだめ）を受け入れない | 川崎ヒロユキ | 木村真一郎 | 清水明        | 田中三郎                          |
| Steal：04 | 鼠は仲間を見捨てない               | 川崎ヒロユキ | 木村真一郎 | 清水明        | 田中三郎                          |
| Steal：05 | ターゲットは葉月                   | 川崎ヒロユキ | 山口頼房   | 荒川真嗣      | 井口忠一                          |
| Steal：06 | 電子の国の鼠                       | 川崎ヒロユキ | 山口頼房   | 荒川真嗣      | 井口忠一                          |
| Steal：07 | 男嫌いの女子学生                   | 高山カツヒコ | 桃瀬まりも | 清水明        | 田中三郎 つばたよしあき 清水博明  |
| Steal：08 | 甘美なる覚醒                       | 高山カツヒコ | 桃瀬まりも | 清水明        | 田中三郎 関崎高明                 |
| Steal：09 | その名は“ワン”                     | 川崎ヒロユキ | 桃瀬まりも | 松園公        | 井口忠一                          |
| Steal：10 | 死なない男                         | 川崎ヒロユキ | 桃瀬まりも | 松園公        | 井口忠一                          |
| Steal：11 | “鼠”は決してあきらめない           | 川崎ヒロユキ | 桃瀬まりも | 清水明 松園公 | 井口忠一                          |
| Steal：12 | “鼠”の夢は終わらない               | 川崎ヒロユキ | 山口頼房   | 鈴木芳成      | 竹上貴雄 井口忠一 清水博明        |

### 放送局
UHFアニメであるが、サンテレビやKBS京都といった近畿地方の独立UHF局では放送されなかった。
| 放送地域 | 放送局             | 放送期間               | 放送日時           | 放送系列  | 備考             |
| -------- | ------------------ | ---------------------- | ------------------ | --------- | ---------------- |
| 千葉県   | チバテレビ         | 2003年1月5日 - 3月23日 | 日曜 24:30 - 24:45 | 独立UHF局 |                  |
| 埼玉県   | テレ玉             | 2003年1月5日 - 3月23日 | 日曜 25:20 - 25:35 | 独立UHF局 |                  |
| 神奈川県 | tvk                | 2003年1月8日 - 3月26日 | 水曜 24:15 - 24:30 | 独立UHF局 |                  |
| 三重県   | 三重テレビ         | 2003年1月9日 - 3月27日 | 木曜 25:00 - 25:15 | 独立UHF局 |                  |
| 日本全域 | キッズステーション | 2003年1月16日 - 4月3日 | 木曜 24:30 - 24:45 | CS放送    | リピート放送あり |

## 小説版
- あかほりさとる（原作）・雑破 業（著）『マウス the novel』富士見書房　2003年2月10日発行
  - 原作の第3話・第4話及びメイ（第5話・第6話）・葉月（第18話・第19話・第20話）・弥生（第10話・第11話・第12話）との出会いのエピソードが元になっている。